# Sferisterio delle Cascine
Lo sferisterio delle Cascine è una struttura sportiva di Firenze, costruita nel 1893 per le gare di pallone col bracciale e situata nella zona delle Cascine, tra via del Fosso Macinante e la piazza Vittorio Veneto.
La struttura è stata ripetutamente rinnovata, specialmente dopo il crollo del muro di appoggio avvenuto nel 1993 a causa di un fulmine durante un nubifragio. Recentemente il suolo del campo di gioco è stato coperto da materiale sintetico e l'impianto è utilizzato per varie discipline. Vi si disputano gare di tamburello, tamburello a muro, pallone col bracciale e pallapugno valevoli per i campionati nei quali militano le squadre della polisportiva denominata Club Sportivo Firenze.